# Zumba

Il marchio originale Zumba Fitness.

Zumba è una lezione di fitness musicale di gruppo che utilizza i ritmi e i movimenti della musica afro-caraibica, combinati con i movimenti tradizionali dell'aerobica. Fu creata dal ballerino e coreografo Alberto "Beto" Perez alla fine degli anni novanta in Colombia.

## Descrizione
Ha come obiettivo principale creare un alto consumo calorico grazie alla sua intensità variabile. Inoltre le musiche e le coreografie hanno lo scopo principale di divertire il praticante in modo da fargli dimenticare lo sforzo fisico.
Le coreografie sono create appositamente per fornire al partecipante un lavoro di alta intensità cardio-vascolare e un'alta dose di tonificazione su gambe e glutei principalmente.

## Diffusione
Nel maggio 2012 era diffusa in 125 paesi del mondo e contava 12 milioni di praticanti.
La zumba è riconosciuta da diverse associazione come: Aerobics and Fitness Association of America (AFAA), IDEA Health & Fitness Association, American Council on Exercise (ACE), UK Register of Exercise Professionals (REPS) e Fitness Australia.

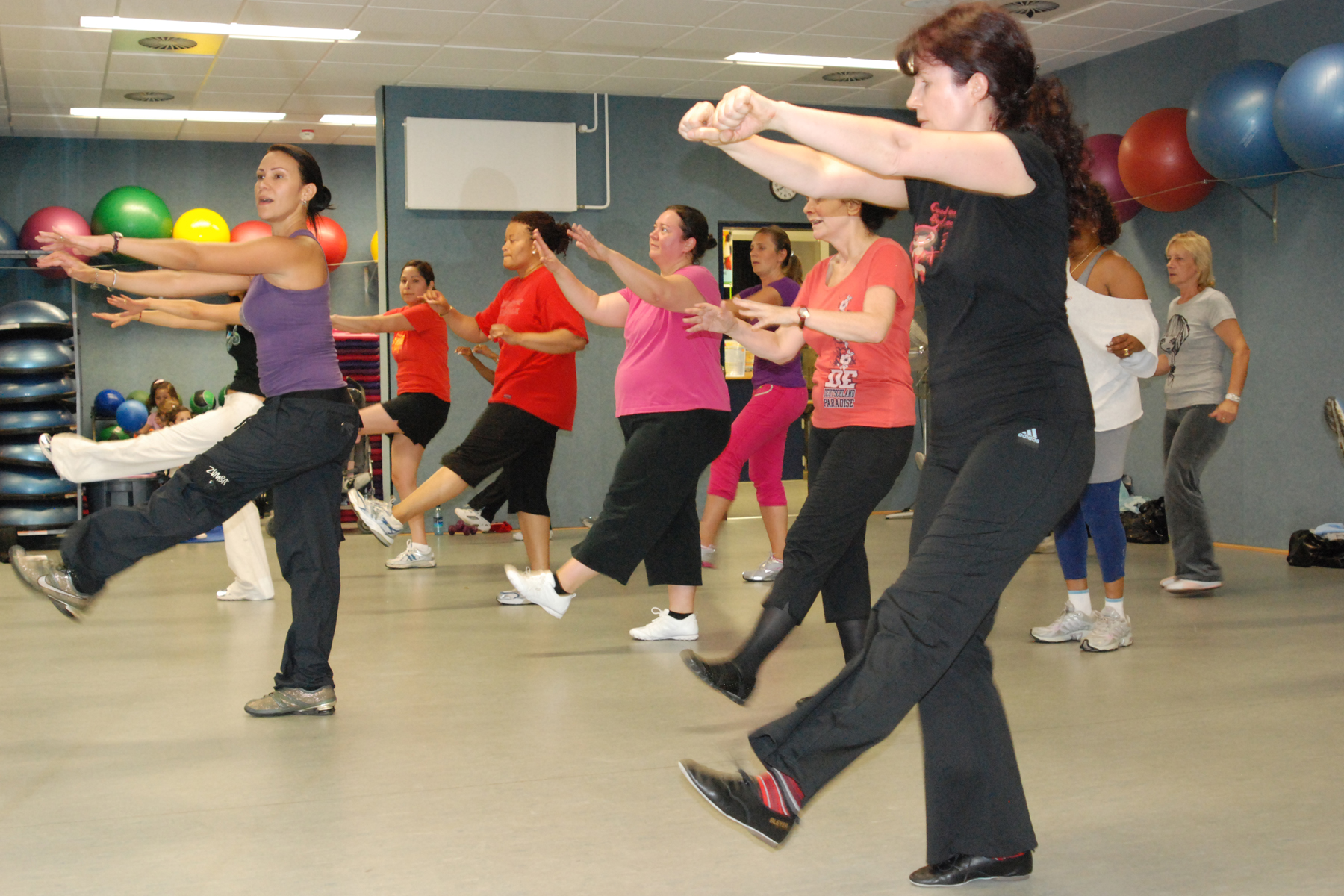
Una lezione di Zumba Fitness.

La zumba è una disciplina in continua evoluzione. Alla fine della lezione viene svolto un defaticamento che serve a rilassare e ad allungare i muscoli. Negli ultimi anni inizia a trarre ispirazione anche dalla musica pop-commerciale, hip-hop, soca, samba, salsa, merengue, mambo, reggaeton.

## Popolarità
La sua popolarità è dovuta anche al fatto che diversi VIP hanno dichiarato di praticarla. Alcuni esempi sono: Jennifer Lopez, Kirstie Alley, Jackie Chan, Eva LaRue, Jennifer Love Hewitt, Natalie Portman, Emma Watson, Victoria Beckham, Halle Berry, Toni Braxton, Nicky Hilton e Wyclef Jean.